# خرسین
خرسین، روستایی در دهستان سیاهو بخش مرکزی شهرستان بندرعباس در استان هرمزگان ایران است.

## جاذبه‌های گردشگری
روستای خرسین دارای جاذبه‌های گردشگری از جمله، دره نمکی (گنبد نمکی) و غار نمکی است که در زمره آثار ملی طبیعی ایران قرار دارد.

## جمعیت
بر پایه سرشماری عمومی نفوس و مسکن در سال ۱۳۹۵، جمعیت این روستا برابر با ۳۴۰ نفر (۱۱۴ خانوار) بوده‌است.